# Paul Cère
Pour les articles homonymes, voir Cère.
Paul Jacques Cère, né à Paris le 18 juin 1820 et mort le 29 avril 1896 à Lamalou-les-Bains, est un juriste, journaliste et homme politique français.  

## Biographie
Fils de Paul Cère, chef du bureau central de la Caisse des dépôts et consignations en 1818, il est le père d'Émile Cère (1863-1932), député du Jura de 1898 à 1910.
Il fait ses études au lycée Henri-IV à Paris. Conseiller municipal de Paris en 1847, il est nommé sous-préfet de Corbeil sous la Deuxième République, puis préfet de Lot-et-Garonne en 1848. 
Sous le Second Empire, de 1852 à 1853, il est chef des services de la presse et du colportage au ministère de la police générale et chargé de mission par le ministère de l'Instruction publique pour le développement de l'enseignement agricole. En 1860 il est nommé Chevalier de la Légion d'honneur. 
Propriétaire de la station thermale de Lamalou-le-Bas dit l'Ancien dans l'Hérault[pas clair], il se consacre à partir de 1861 à sa modernisation et à sa promotion par la création de nouvelles piscines, d’un casino, d'un théâtre, d'un parc, l'augmentation du débit et la protection des sources.

## Publications
- De l'enseignement primaire. Les Frères de la Doctrine chrétienne et les instituteurs laïques, 1847
- Quelques observations sur l'enseignement primaire, Carro (Meaux), 1849
- Livret d'ouvrier, précédé d'un petit Manuel à l'usage des ouvriers, 1853
- Manuel du garde champêtre forestier et particulier, 1853
- Manuel du fonctionnaire chargé de la Police Judiciaire, Administrative et Municipale, E. Dentu (Paris), 1854
- Manuel du Maire, de l’Adjoint et du Conseiller Municipal, Cotillon (Paris), 1854
- Manuel du clergé et du culte catholique pour le règlement des choses du temporel, avec Eugène des Blondeaux, Cotillon (Paris), 1854
- Manuel du juge de paix et du justiciable de la justice de paix, Cotillon (Paris), 1854
- La Décentralisation administrative, Dentu, Cotillon (Paris), 1865
- L’Enseignement agricole et horticole dans les écoles primaires rurales, 1867
- Les populations dangereuses et les misères sociales, E. Dentu (Paris), 1872